# Poranthera alpina
Poranthera alpina là một loài thực vật có hoa trong họ Diệp hạ châu. Loài này được Cheeseman ex Hook.f. miêu tả khoa học đầu tiên năm 1881.